# District de Goa Nord
Le District de Goa Nord   est un district du territoire de Goa en Inde.

## Géographie
Sa population de 818 008 habitants (en 2011) pour une superficie de 1 736 km2.

## Villes principales
- Panaji

- Penha de França